# オブイェークト704
オブイェークト704またはISU-152 1945年型（露: ИСУ-152 обр. 1945 г.）とは、ソビエト連邦が第二次世界大戦末期に開発試作した重自走砲である。

## 概要
それまでドイツ国防軍との戦闘に投入されていたISU-152がIS-2の車体を利用した自走砲であるのに比較し、本自走砲はIS-3戦車の車体を流用して製造されている。
ISU-152と比較してより避弾経始に優れた戦闘室形状を持ち、防盾も突起部分が排されて防御力を高めている。戦闘室前面装甲は120mm、戦闘室・車体側面の装甲厚は90mmである。搭載砲はISU-152の使用した152mm砲とほぼ同一であるが、やや改良を施している。改良型のトランスミッションを搭載し、機動力は良好だった。

## 開発
1945年に試作車輌が1両製造された。この車輌はIS-2およびIS-3の部品を使用していた。車輌の全高は2240mmに減少していたが、これは戦闘室の幅が増やされたことで補われた。開発工場での呼称はオブイェークト704(Объект 704)とされた。

## 性能
この車輌は152.4mm ML-20SM モデル1944榴弾砲(МЛ-20СМ обр. 1944 г.)で武装した。砲身長は29.6口径、4.5mに達し、マズルブレーキはつけられなかった。この砲の最大射程は13,000mである。本自走砲は砲弾と装薬に分離された弾薬20発分を携行した。搭載弾薬は徹甲弾と高性能榴弾であり、徹甲弾の重量は48.78kg、砲口初速は655m/sに達した。発射速度は毎分1発から2発である。さらに副兵装に12.7x108mm弾を使用する2挺のDShK38重機関銃を採用した。1挺は対空用、もう1挺は同軸装備である。オブイェークト704は戦闘室の天井部分に4つのハッチを持ち、操縦席後方の車体底面に緊急用脱出ハッチが1つ設けられていた。これには装甲カバーがかぶせられていた。本自走砲は外部燃料タンクを2基携行し、容量はともに90リットルで、送油システムと連結していた。防御性能はより厚く、より傾斜を増した装甲によって増強された。マントレットおよびその後方の車体前面装甲、そして駐退復座機の機構を納めたハウジング、これらをすべて含めた主砲搭載部分の装甲厚は320mmに達する。オブイェークト704は第二次世界大戦中の試作・量産を含め、全てのソ連邦自走砲のなかで最良の防御が施されている。しかしながら砲口制退器が装備されていない主砲は反動が増し、さらに根本的に戦闘室の壁面が傾斜していることで搭乗員の作業が大きく阻害され、難しいものになった。これが主な理由となって量産には至らなかった。
本車はIS-3から8割の部品を流用することで生産性と整備性を高めており、実用性の高い自走砲であったものの、戦争の帰趨はすでに決していたこと、従来型であるISU-152およびISU-122が十分に部隊配備されていたことから、本車の量産にはあまり価値がないものと見なされた。量産に移されることのなかったこの車輌はクビンカ戦車博物館に展示されている。

## 登場作品
『World of Tanks』
ソ連駆逐戦車Object 704として開発可能。
『World of Tanks Blitz』
ソ連Tier IX駆逐戦車Object 704として開発可能。